# Solamente nero
Solamente nero è un film giallo del 1978 diretto da Antonio Bido.

## Trama
Stefano, professore universitario affetto da una grave forma d'esaurimento nervoso, si reca dal fratello Don Paolo, parroco presso un'isoletta della laguna veneziana. Il sacerdote informa il fratello che negli ultimi anni alcuni individui stanno minando la tranquillità del posto. La principale responsabile è una medium solita celebrare macabre sedute spiritiche insieme ad altri abitanti della zona. Presso l'abitazione della medium sovente si riuniscono il conte Mariani (ricco nobile pedofilo e omosessuale), il dott. Aloisi (medico condotto del luogo) e la sig.ra Nardi, ostetrica abortista che nasconde in casa un figlio affetto da schizofrenia. La notte dell'arrivo di Stefano, Don Paolo viene svegliato da alcune grida provenienti dalla piazza, poco distante dalla canonica. Affacciatosi alla finestra, sotto la pioggia scrosciante, intravede una figura coperta da un impermeabile nero, nell'atto di strangolare una donna. Il fratello Stefano, nel frattempo, non è in casa e il sacerdote teme che sia proprio lui la figura intravista. Il giorno successivo, il cadavere della medium viene rinvenuto da alcuni lavoratori del luogo: la donna è stata strangolata nella notte. Da quel giorno, Don Paolo viene minacciato sempre più costantemente, mediante lettere anonime e veri e propri agguati (di cui uno presso il cimitero). Stefano, coadiuvato da Sandra, ragazza locale, cerca di fare luce sugli avvenimenti. Di lì a poco, però, altri personaggi vengono barbaramente assassinati: dapprima il conte Mariani, poi il dott. Aloisi. Anche la matrigna di Sandra viene uccisa. Stefano, infine, scopre che l'autrice dei messaggi intimidatori a suo fratello è proprio la sig.ra Nardi ma, recatosi a casa della donna, la trova assassinata. La verità, infatti, è molto più complessa di quanto possa apparire. Attraverso un flashback, Stefano, riesce a comprendere il significato d'un sogno che lo tormentava da tempo: l'omicidio della giovane Andreani, ragazza trovata morta, molti anni prima, con in mano alcune pagine d'un breviario. La persona che uccise la sig.na Andreani è proprio suo fratello Don Paolo, allora ancora seminarista. Messo alle strette, Don Paolo confessa: è stato lui a uccidere il dottore, il conte, la matrigna di Sandra e anche la sig.ra Nardi. La medium, invece, era stata uccisa dalla sig.ra Nardi che, convinta d'essere stata intravista dal prete, aveva preso a ricattarlo, conoscendo la verità sull'antico delitto da lui compiuto. Era la stessa sig.ra Nardi che inviava le lettere anonime al sacerdote e sempre lei era l'autrice degli agguati. Don Paolo, non sapendo chi fosse il ricattatore, aveva agito a caso, sterminando tutti coloro che potevano conoscere la verità. Il breviario con le pagine strappate (di sua proprietà) era custodito dalla medium e, pertanto, solo uno degli abituali visitatori della medium poteva esserne entrato in possesso. La sig.ra Nardi, invece, aveva ucciso la medium per via d'alcuni ricatti di quest'ultima che, venuta a conoscenza di alcuni aborti clandestini praticati dalla signora, la stava ricattando. Dopo avere confessato, Don Paolo si suicida gettandosi nel vuoto.

## Produzione
La pellicola è ascrivibile al filone del giallo all'italiana, molto in voga in quegli anni dopo il successo dei film di Dario Argento, diretta da Antonio Bido, che già si era cimentato nel genere l'anno precedente con il film Il gatto dagli occhi di giada. Bido fu inoltre il produttore del film ed appare anche come attore nella scena del cimitero.
Le musiche del film sono state realizzate da Stelvio Cipriani ed eseguite dai Goblin, già autori della colonna sonora del celebre Profondo rosso.
Fu girato per gli esterni nell'isola di Murano a Venezia, mentre gli interni furono realizzati negli stabilimenti S.A.F.A. Palatino di Roma.

## Distribuzione
Il film venne distribuito nel circuito cinematografico italiano il 29 luglio del 1978.
Venne distribuito anche all'estero con i seguenti titoli: The Bloodstained Shadow e Only Blackness (mercato anglofono), Ombres sanglantes e Terreur sur la lagune (mercato francese), Solamente negro, Sombra sangrienta e Total oscuridad (mercato spagnolo), Blutige Schatten (mercato tedesco), Terror em Veneza e Terror na Lagoa (mercato portoghese)
Rimasto inedito in VHS, nel 2008 fu pubblicato in formato DVD e nel 2015 in formato Blu-ray per il mercato home-video.